# Pabellón de la terraza del ciervo
El Pabellón de la terraza del ciervo (鹿台) fue una estructura construida a finales de la dinastía Shang en la capital china. Su ubicación se encontraba en la entonces llamada Zhaoge (cerca de la actual Hebi, Henan).
El pabellón contaba con una lujosa piscina o estanque, concretamente "JiuChi RouLin" (酒池肉林, literalmente "una piscina de vino y un bosque de carne"), donde la carne asada sería colgada al lado del estanque, y la piscina sería llenada con vino. Era una lujosa extravagancia para el Rey Zhou, sus concubinas y amigos íntimos. En 1999, la piscina fue supuestamente descubierta durante un estudio arqueológico, aunque muchos dudan de la veracidad del hallazgo. El estanque muestra actualmente una profundidad de 1,5 m.
El 26 de enero de 1046 a. C. (según otros 1027 a. C.), el Rey Wu de Zhou lanzó un ataque violento contra la capital Shang, Yinxu, tras ganar la Batalla de Muye. El último rey Shang, el Rey Zhou de Shang, se quemó junto con sus joyas en el pabellón como resultado de la derrota, lo que marcó el fin de la dinastía Shang.